# François Barthélemy

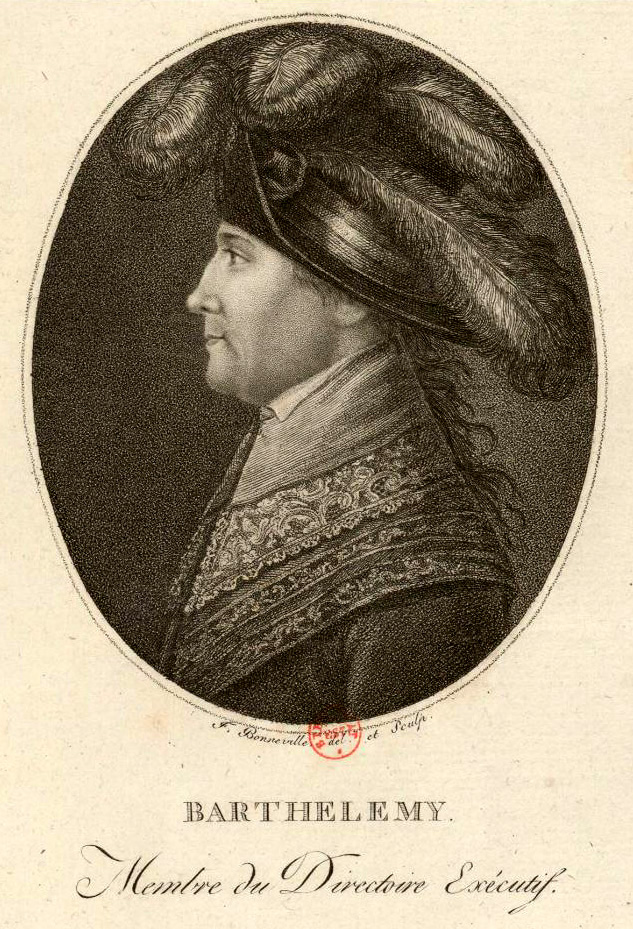
François Barthélemy, cuando era miembro del Directorio.

Balthazar François, marqués de Barthélemy, (Aubagne, 20 de octubre de 1747-París, 3 de abril de 1830) fue un diplomático y político francés, miembro del Directorio de la primera República Francesa. Luego fue nombrado Conde del Imperio en 1808 y par y marqués en 1817, bajo la Restauración borbónica en Francia. 

## Biografía
François Barthélemy, hijo de Honoré Barthélemy, burgués de Aubagne, y de Gabrielle Jourdan, siguió con éxito la carrera diplomática. Fue el número dos en la embajada de Londres, primero como encargado de negocios del conde Jean-Balthazar d'Adhémar, actuando interinamente durante las ausencias de este por motivos de salud, en el otoño de 1784, y después, a partir de 1787, como hombre de confianza de su sucesor el Conde de La Luzerne.
Nombrado Ministro de Francia en Suiza durante la Revolución Francesa a finales de 1791, firmó tres tratados en Basilea en 1795: el primero con Prusia el 5 de abril; el segundo con las Provincias Unidas de los Países Bajos el 16 de mayo y el tercero con España el 22 de julio, que puso fin a la Guerra de la Convención.
Su reputación de moderación lo llevó al Directorio (20 de mayo de 1797); pero esta misma moderación y las afinidades realistas que se le suponían, hicieron que fuera excluido pocos meses después en el golpe de Estado del 18 de fructidor del año V. Deportado a Cayena, poco después fue trasladado con sus compañeros de desgracia a los pestilentes desiertos de Sinnamary; pero logró escapar y fue acogido en la Guayana Holandesa, donde le proporcionaron los medios para viajar a Inglaterra. Regresó a Francia después del golpe de Estado del 18 de brumario y se convirtió en miembro del Senado conservador. Luego fue nombrado en 1808 por Napoleón conde del Imperio. Presidió la sesión del Senado durante la cual se proclamó la caída del Emperador en 1814.
Tras unirse a la Restauración, fue uno de los comisarios encargados por Luis XVIII de redactar la Carta de 1814 y luego fue nombrado par y marqués. En 1819 hizo una famosa propuesta cuyo objetivo era restringir los derechos electorales.